# Klin (strojni dio)
Klin je strojni dio stožastog oblika, obično s nagibom 1:100, koji se primjenom sile umeću između glavčine i vratila. Time se na dodirnim površinama stvara sila trenja potrebna za prijenos okretnog momenta. Dok glavina uvijek ima izrađen žlijeb s jednakim nagibom kao klin, vratilo može s obzirom na vrstu klina, biti različito oblikovano. Prema tome razlikuju se:
- žlijebljeni klinovi, gdje vratilo ima žlijeb bez nagiba,
- plosnati klinovi, gdje je vratilo na mjestu klina spljošteno,
- zaobljeni klinovi, gdje se ne zahtjeva nikakva dodatna obrada vratila,
- tangencijalni klinovi, gdje su vratilo i glavina izrađeni s posebnim žljebovima po obodu.

U spoju vratila i glavčine s klinom, zbog djelovanja klina, nastaje ekscentričan spoj, s obzirom na to da općenito dolazi do dodira među elementima u dvije točke (na jednoj strani posredno preko klina, a na drugoj strani neposredno). Ako se upotrijebe dva klina pod kutom 120°, vratilo i glavina dodiruju se u tri točke. To je povoljnije, posebno za izmjenična i udarna opterećenja. Kako bi se što više smanjila ekscentričnost vratila i glavine preporučuje se prijelazni dosjed između rupe u glavini i vratila (na primjer H/k ili H/m). Zbog ekscentričnosti spoja klinovi se koriste samo za manje brzine vrtnje (n ≤ 1200 okretaja/minuti) prvenstveno u poljoprivrednim i građevinskim strojevima, te u napravama za dizanje. Klinovi su obično izrađeni od vučenog čelika prema DIN 1652 (ili ISO 1052), s vlačnom čvrstoćom Rm ≥ 600 N/mm2 i to:
- St 50-1K (Č0545) za visine klinova h ≤ 25 mm,
- St 60-2K (Č0645) za visine klinova h > 25 mm.

## Žlijebljeni klinovi
Žlijebljeni klinovi standardizirani su prema ISO 774 (DIN 6886 i DIN 6887). Prema obliku i načinu montaže razlikuju se:
- uložni klinovi, koji se ulažu u žlijeb vratila, a zatim se silom glavčina navuče na vratilo. Uložni klinovi imaju zaokruženo čelo (tip A), a dužina im je jednaka dužini žlijeba u vratilu.
- utjerni klinovi, kod kojih se najprije namješta glavina na željeno mjesto na vratilu, a zatim se klinovi utjeruju silom između glavine i vratila. Utjerni klinovi imaju ravno čelo (tip B i klin s nosom), a žlijeb u glavini mora biti primjereno duži kako bi se klin zabio između vratila i glavine. Klinovi s nosom prvenstveno se koriste u slučajevima kada kod zabijenog klina nije moguće izbijanje sa suprotne strane, pa prilikom skidanja nos klina služi za njegovo izvlačenje.[2]

## Klinovi i povodna pera
Klinovi i povodna pera jednostavni su strojni dijelovi koji služe za izvođenje brzo rastavljivih spojeva namijenjenih prijenosu snage momenta vrtnje (u spojevima s glavčinama). Osim po djelovanju u spoju oni se međusobno razlikuju namjenom i oblikom. Klinovi služe za čvrsto spajanje, dok se povodna pera upotrebljavaju za spojeve s dijelovima koji se mogu micati po vratilu uzdužno (aksijalno). Zbog toga se i nazivaju još i perima za vođenje ili povodnim perima. Oblici tih dijelova razlikuju se time što klinovi imaju barem jednu s obzirom na ostale, nagnutu površinu, a povodna pera ne. Zbog toga se ta pera još i nazivaju i klinovima bez nagiba.
Klinovi se dijele na dvije glavne skupine, i to na uzdužne i poprečne. Uzdužni se klinovi postavljaju u spoj u paralelnom, a poprečni u okomitom pravcu na os spoja. Među tim klinovima također postoje razlike s obzirom na namjenu. 

### Spojevi uzdužnim klinom
Uzdužni klinovi smješteni su pod prednaprezanjem u utor vratila i glavine i to je spoj ostvaren silom i oblikom. Klinovima se spajaju i torziono (uvijanjem) povezuju s vratilom remenice, zupčanici, zamašnjaci, koljenčasta vratila, poluge, glavne spojke i slično. Uzdužni su klinovi prikladni za manje i srednje brzine vrtnje (pri većoj brzini vrtnje dolazi do osjetljive neuravnoteženosti). Zbog toga što su neosjetljivi na onečišćenja, upotrebljavaju se uglavnom za poljoprivredne i građevinske strojeve te prijevozne uređaje. 
Osim nekih specijalnih klinova, nagib površine tih dijelova je 1:100. Njihovih oblika ima priličan broj, ali se svi mogu svrstati u 4 osnovne skupine, već prema obliku njihovog profila i prema načinu izvođenja njihovih spojeva s obzirom na vratilo. Naime, dok se za spajanje uzdužnim klinovima za njihov smještaj u provrtu glavine redovito izrađuje utor, njihovo učvršćivanje na vratilo izvodi se i na druge načine. Tako se uz utorne klinove (one za čiji je smještaj također i na vratilu izrađen utor) razlikuju još i plosnati klinovi (oni koji spajaju vratilo s pomoću na njegovom obodu zaravnatih površina), zaobljeni klinovi (oni koji učvršćuju vratilo u spoj samo naponom) i, kao posebne ili specijalne vrste, tangencijalni klinovi (te segmentni Woodruffov klin). U djelovanju svih tih klinova u spojevima ima dosta načelnih sličnosti. 
Standardni uzdužni klinovi imaju nagib 1:100, to jest na dužini od 100 mm njihova se visina smanjuje za 1 mm. Razlikuje se uložni klin i utjerni klin. Navlačenjem glavine ili zabijanjem klina se trbušnom stranom klina pritiskuje dno utora u vratilu, a hrptom dno utora u glavini. Ovaj radijalni tlak omogućuje prijenos torzionog momenta pomoću veze silom. Radijalni tlak ne mora kod utornih klinova biti dovoljan za ukupni prijenos sile. Naime, ako torzioni moment prijeđe moment prianjanja, onda se i bokovi uzdužnog klina uključe u prijenos torzionog momenta. Torzioni se moment onda prenosi i bokovima u vratilu i glavini površinskim tlakom. 
Zabijanjem klina rasteže se glavčina, a stlači se vratilo. Zbog toga nisu više centrični jedno prema drugome. Na mjestu uklinjenja se vratilo i glavčina dodiruju posredno preko klina, a na suprotnoj strani dodiruju se neposredno. U tom slučaju to je dodir u dvije točke. Stavimo li dva klina koji se dodiruju za 120°, dobivamo dodir u tri točke, što je povoljno za promjenjivo i udarno opterećenje. Da bi se postigla mala ekscetričnost između vratila i glavine, prikladan je prilegli dosjed.
Da bi se smanjilo djelovanje zareza, treba u vratilu i glavini zaobliti bridove korijena utora. Zbog toga su i s klina skinuti bridovi.
Spojevi sa standardnim uzdužnim klinovima:
- utorni klinovi upotrebljavaju se za spajanje velikih vratila s glavinama za prijenos velikih opterećenja;
  - uložni klin koji ima okrugle čeone plohe, jer je utor u vratilu izrađen glodanjem prstastim glodalom. Naziva se i klin A. Pri upotrebi uložnih utornih klinova, koji imaju zaobljena čela, to se izvodi tako da se oni ulože u za tu svrhu na vratilu izrađeni utor s oblikom prilagođenim obliku klina, pa se glavčina udarcima nabije na klin;
  - utjerni klin s ravnim čelima. Zove se i klin B. Pri spajanju utornim klinovima s ravnim čelima klin se nabije u otvor što ga čine utori glavine i vratila;
  - klin s nosom ili kukasti klin ima nos za zabijanje, koji ujedno služi i za njegovo izvlačenje. Upotrebljava se za spajanje u slučajevima gdje je neizvedivo ili teško izvedivo izbijanje udaranjem po suprotnom čelu. Za izvlačenje klina tada služi njegova kuka. Kako ona pri okretanju glavine predstavlja opasnost da nekoga ozlijedi ili da zahvati odjeću, mora se pokriti limenim zaštitnim plaštem;
- obli udubljeni klin ima trbuh prilagođen obliku vratila, tako da vratilo nema utora. Glavina se može nakliniti na bilo kojem mjestu vratila. Obli klinovi prenose torzijski moment samo pritiskom sile. Za tu svrhu njihove dosjedne površine s vratilom prilagođene su promjeru vratila. Polumjer im je dosjeda standardiziran za pojedine skupine promjera vratila. Zbog takvog spoja s vratilom ti su klinovi prikladni samo za prijenos malih opterećenja (još manjih od opterećenja koja mogu prenositi plosnati klinovi), pa se upotrebljavaju samo za spajanje s vratilima najviše do 150 mm promjera. Prednost im je u tome što su njihovi spojevi jeftiniji, a mana što nisu naročito sigurni;
- obli udubljeni klin s nosom je sličan kao zadnji klin, ali ima i nos za zabijanje, koji ujedno služi i za njegovo izvlačenje;
- plosnati klin ili tetivni klin za koji vratilo treba da bude zaravnano. I plosnati klinovi prenose pomoću veze silom, ali oni prenose veći moment torzije nego obli udubljeni klinovi. Ovi klinovi ne mogu prenositi toliko velika opterećenja kao što mogu utorni, jer ih prenose samo jednom stranom, a ne još i bokovima;
- plosnati klin s nosom je sličan kao zadnji klin, ali ima i nos za zabijanje, koji ujedno služi i za njegovo izvlačenje;
- segmentni klin sam se podešava prema nagibu utora glavine.

Nedostatak je uzdužnih klinova u tome što u spojevima lako uzrokuju ekscentrični položaj vratila prema glavini. Kako zbog toga pri velikim brojevima okretaja mogu nastupiti vibracije, primjena spojeva uzdužnim klinovima ograničena je na slučajeve s malim i srednjim brojevima okretaja. 

### Tangencijalni klinovi
Iznimno mjesto zauzimaju tangencijalni klinovi. Dva za 120° (iznimno za 180°) zaokrenuta para klinova (nagib 1:60 do 1:100) ostvaruju vezu zabijanjem s čela. Obodnu silu preuzima uvijek samo po jedan par tangencijalnih klinova bez obzira na vezu između vratila i glavine, tako da svaki par klinova nosi samo u jednom smjeru i smanjuje opterećenje drugog para. Služe za prijenos velikih obodnih sila i momenata okretanja promjenjivog smjera. Pri tome jedan par tangencijalnih klinova prenosi moment u jednom, a drugi par u drugom smjeru. Vrlo su pogodni i za prijenos udarnih opterećenja. Zbog čvrstoće klinovi se stavljaju na najdeblja mjesta glavine, a u dijeljenim glavinama pored naležnih površina.  

### Poprečni klinovi
Poprečni klinovi najviše se upotrebljavaju za aksijalno (uzdužno) spajanje dijelova koji se gibaju pravocrtno, na primjer stapajica s križnim glavama u velikim stapnim strojevima. Osim toga upotrebljavaju se i za spajanje dvodijelnih zamašnjaka, teških okvira, velikih zupčanika i za neke druge vrste čvrstih spojeva. 
Postoje dva osnovna oblika poprečnih klinova. Njihova debljina općenito je mala, da ne bi odviše oslabljivaladijelove spoja, a širina im je razmjerno velika, da bi imali veću otpornost na savijanje. Za izradu poprečnih klinova obično služe čelici s čvrstoćom σL ≈ 600 N/mm2. Klin se postavlja na svoje mjesto, odnosno izbija se udarcima čekića, a da ne bi nastalo oštećenje tijela klina, on se izrađuje sa zaobljenim čelima. 
Zbog potrebe da dosjedne površine tih spojeva budu prilagođene jedna drugoj, primjena poprečnih klinova najčešće je ograničena na slučajeve u kojima se ne traži često rastavljanje. Da se ti spojevi ne bi trebali posebno osigurati, od klinova se traži da budu samokočni (s nagibom 1:10 do 1:25). 
Poprečni klinovi s dvostranim nagibom općenito se izbjegavaju jer su zbog teže izrade skuplji od onih s nagibom na samo jednoj strani. 
Za spojeve s poprečnim klinovima koje je ipak potrebno češće rastavljati, klinovi se izrađuju s većim nagibima. Tada je potrebno osiguranje da klin ne bi iskočio, što se obično čini zatikom ili vijkom.
Poprečni klinovi nisu standardizirani pa se njihovi spojevi proračunavaju.

### Segmentni klinovi ili Woodruffovi klinovi
Prednost tih klinova jest njihova samoudesivost, a nedostatak što utor je za njihov smještaj u spoju dosta dubok i zato znatno oslabljuje vratilo. Upotrebljavaju se često za spojeve kod alatnih strojeva. Segmentni klinovi su standardizirani. U gradnji alatnih strojeva i motornih vozila prevladava jeftino segmentno pero.